# Biryani

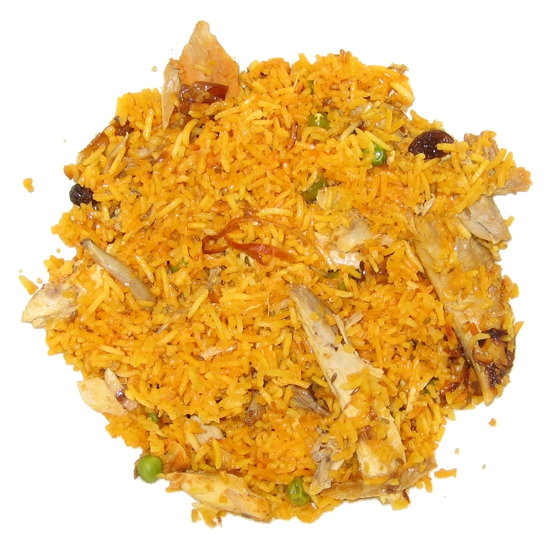
Birmanisches Biryani (auch als danpauk bekannt), in Rangun, Myanmar

Biryani (Urdu بریانی; Hindi बिरयानी IAST biryānī) ist ein würziges Reisgericht aus Südasien. Der Name Biryani entstammt dem persischen Wort بریان beryān und bedeutet „gebraten“, „geröstet“. Im Unterschied zum Pilaw zeichnet sich das Gericht dadurch aus, dass Reis vor dem Garen angebraten wird. Regionale und lokale Varianten sind im Mittleren Osten bis nach Südostasien verbreitet.

## Zubereitung
Zur Zubereitung eines ursprünglichen Biryani wird Reis, traditionell in Ghee, angebraten, was ihm ein nussiges Aroma verleiht. Anschließend wird der Reis mit Gewürzen in Wasser gekocht, bis er etwa zur Hälfte gegart ist.
Außerdem wird Fleisch, vorzugsweise Ziege, mariniert, ursprünglich in Joghurt, Papaya und diversen Gewürzen, und gegebenenfalls vorgegart.
Der Reis und das Fleisch werden schichtweise in einen Topf (aus Keramik oder Gusseisen) umgefüllt, wobei mit einer Schicht Reis begonnen und abgeschlossen wird. Optional können auch weitere Zutaten, Gemüse und Gewürze eingearbeitet werden. Der Topf wird abgedeckt und auf der Kochstelle erhitzt, bis das Biryani serviert werden kann.